# Svenska Österbottens folkakademi
Svenska Österbottens folkakademi (SÖFF) var en 1901 grundad folkhögskola i Närpes. Sedan 2009 har den ersatts av Närpes vuxeninstitut.
Svenska Österbottens folkakademi upprätthölls av Ab Svenska folkhögskolan SFV. Då verksamheten inleddes hette skolan Närpes lantmanna- och husmodersskola. I praktiken arbetade den från början som en folkhögskola. Dess förste föreståndare var Jacob Tegengren, som hade bekantat sig med den danska folkhögskolan på ort och ställe, och folkakademien genomsyrades följaktligen alltid av en humanistisk och grundtvigsk anda. 
På folkakademin fanns på senare år en ungdoms- och fritidsinstruktörslinje och en konstlinje. Dessutom erbjöd man undervisning för det tionde läsåret (avsedd för ungdomar som slutfört grundskolan), utbildade handledare för personer med autism eller utvecklingsstörningar, gav invandrar- och medieutbildning samt arrangerar kortkurser inom den fria bildningen och det öppna universitetet. Folkakademin tjänstgjorde sedan 1990-talet även som ett studiecenter, i samarbete med högskolor och andra studiecentra, och gav flerformsutbildning inom det öppna universitetet och den fria bildningen. År 2001–2003 skapade folkakademien studiecenternätverket Cygnus tillsammans med bland annat Åbolands folkhögskola och aktörer inom den fria bildningen. Folkakademin deltog sedan 1999 i distansutbildningsnätverket Nitus i Sverige.